# Rhynchostegiella curviseta
Rhynchostegiella curviseta là một loài Rêu trong họ Brachytheciaceae. Loài này được (Brid.) Limpr. miêu tả khoa học đầu tiên năm 1896.